# إضافة مؤكسدة
الإضافة المؤكسدة والحذف المختزل اثنان من أهم التفاعلات في الكيمياء العضوية الفلزية، الإضافة المؤكسدة هي عملية تزيد كل من حالة التأكسد والرقم التناسقي في ذرة الفلز المركزية . وغالبا ما تكون الإضافة المؤكسدة خطوة من خطوات تفاعل الحفز بالتزامن مع تفاعلها العكسي، الحذف المختزل. بالنسبة للفلزات الانتقالية ينتج عن تفاعل التأكسد انخفاضاً في عدد الكترونات غلاف d وهي مفضلة عند الفلزات التي تتأكسد بطبيعتها اوالتي تتأكسد بسهولة وغالبًا ما تلبي المعادن ذات حالة الأكسدة المنخفضة نسبيًا أحد هذه المتطلبات، ولكن حتى معادن ذات حالة تأكسد عالية تخضع للإضافة التأكسدية. 
على الرغم من أن الإضافات المؤكسدة يمكن أن تحدث مع إدخال معدن إلى ركائز مختلفة، إلا أن معظم الإضافات المؤكسدة تظهر بشكل عام مع روابط H – H و H – X و C – X لأن هذه الركائز هي الأكثر ملاءمة للتطبيقات التجارية.
تتطلب الإضافة المؤكسدة أن يحتوي معقد الفلز على موقع تناسق شاغر. لهذا السبب، تعتبر الإضافات المؤكسدة شائعة في المعقدات ذو الأربعة والخمسة روابط.
تدخل الإضافة المؤكسدة والحذف المختزل في العديد من العمليات الحافزة في كل من الحفز المتجانس (أي في المحلول) مثل عملية مونسانتو وهدرجة الألكين باستخدام محفز ويلكنسون. وغالباً ما يقترح أن التفاعلات المؤكسدة تشترك أيضاً في آليات الحفز غير المتجانس، على سبيل المثال. هدرجة يحفزها معدن البلاتين. 
هناك حاجة أيضا إلى الإضافة المؤكسدة من أجل إضافة nucleophilic لمجموعة ألكيل. كما يعد الإدخال التأكسدي خطوة حاسمة في العديد من تفاعلات الوصل المتداخلة مثل تفاعل سوزوكي وتفاعل نيغيشي .